# Транспортно-пусковой контейнер

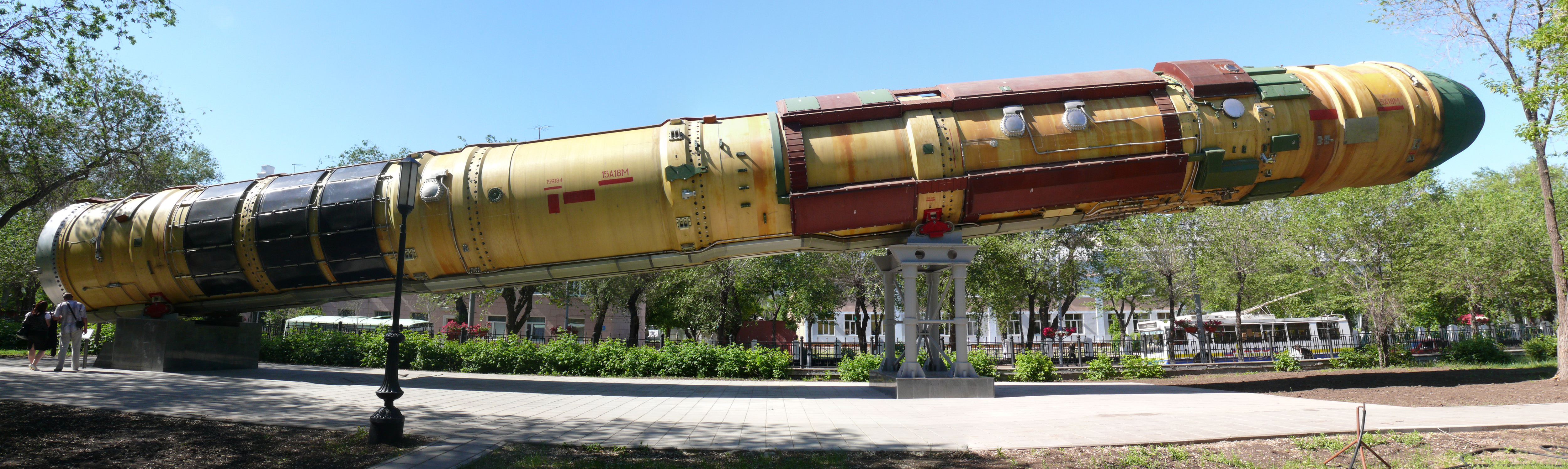
Ракета 15А18М в ТПК 15Я184, установленная в качестве памятника в парке им. Фрунзе г. Оренбурга. ТПК выполнен из композитного материала с металлическими элементами. Снаружи видны трубопроводы и кабельные стволы, коричневые короба с приборами наземной системы управления, черные пластины в хвостовой части — теплообменники системы терморегулирования.

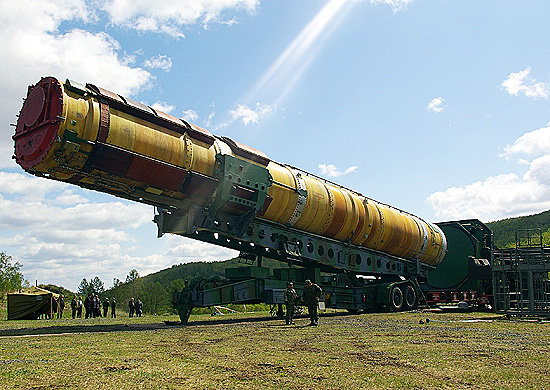
Установка ТПК с ракетой 15А18 в ШПУ

Тра́нспортно-пусково́й конте́йнер (ТПК) — элемент (укупорка) различной конструкции ракетного комплекса, предназначенный для транспортировки, хранения и запуска ракеты (ракет). 
ТПК представляет собой контейнер, герметично закрытый жёсткими крышками или полужёсткими диафрагмами, в котором ракета (ракеты) находится с момента выпуска на заводе и до самого её старта. Изготавливается из металла или композитных материалов.
ТПК предохраняет ракету (ракеты) от воздействия внешней среды, упрощает её транспортировку и обслуживание, снижает вероятность попадания паров компонентов ракетного топлива в атмосферу. Применение ТПК позволило снизить массу ракеты, повысить её надёжность и боеготовность, упростить операции по её транспортировке, хранению, подготовке к старту и её старт.
Все пневмогидравлические и электрические магистрали, связывающие ракету с наземным оборудованием, проведены через контейнер. Их разъёмы выведены на его верхний торец или боковую стенку. На внешней стороне стенок ТПК может размещаться часть наземной аппаратуры. Транспортировка ракеты любым видом транспорта также происходит в контейнере, вместе с контейнером ракета устанавливается в шахтную или на мобильную ПУ.
В ряде случаев ТПК используется как компонент системы миномётного старта.

## История

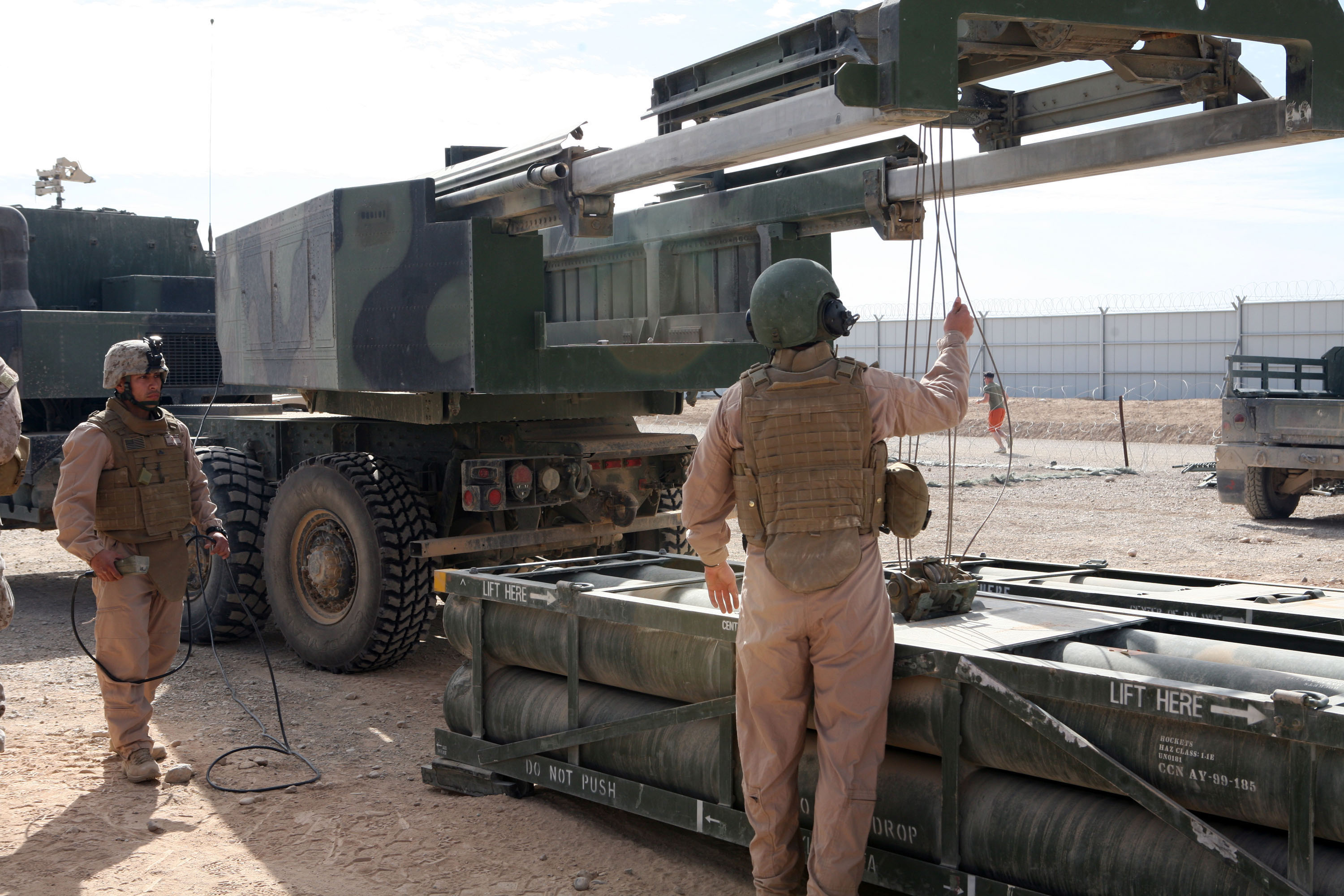
Установка транспортно-пускового контейнера на РСЗО HIMARS

Впервые идея использовать специальный контейнер для транспортировки, подготовки и пуска баллистических ракет А4 была предложена во время Второй мировой войны в нацистской Германии в 1943 году для обстрела прибрежных городов США. Так как ракета перед запуском должна была быть установлена вертикально, расположить её внутри существующих германских лодок было невозможно, поэтому для доставки ракеты предполагалось использовать подводные лодки типа XXI, которые должны были в подводном положении буксировать до трёх контейнеров, внутри которых располагались ракеты, топливо и окислитель. Перед запуском, после всплытия, контейнер должен был выравниваться вертикально за счет заполнения кормовых балластных цистерн, ракета заправлялась и осуществлялся пуск. Проект получил развитие и три подобных контейнера были заказаны в 1944 году, но только один собран к концу войны; вся система ни разу не была испытана.
Впервые ТПК применён в боевых ракетных комплексах УР-100.